# انتخابات برلمان اقليم كردستان 2005
أُجريت الانتخابات البرلمانية في إقليم كردستان في العراق في 30 يناير 2005 بالتزامن مع الانتخابات الوطنية وانتخابات المحافظات لعام 2005 . وكانت هذه أول انتخابات برلمانية تُجرى في إقليم كردستان منذ عام 1992.
فاز التحالف الديمقراطي الوطني الكردستاني بـ 104 من أصل 111 مقعدًا في برلمان إقليم كردستان .

## نتائج
| الحزب أو الائتلاف                   | الحزب أو الائتلاف                          | الحزب أو الائتلاف                          | الحزب أو الائتلاف                          | الأصوات | %      | المقاعد |
| ----------------------------------- | ------------------------------------------ | ------------------------------------------ | ------------------------------------------ | ------- | ------ | ------- |
|                                     | التحالف الديمقراطي الوطني الكردستاني       |                                            | الحزب الديمقراطي الكردستاني                | 0       | –      | 40      |
|                                     | التحالف الديمقراطي الوطني الكردستاني       | الإتحاد الوطني الكردستاني                  | 38                                         | 0       | –      |         |
|                                     | التحالف الديمقراطي الوطني الكردستاني       | الإتحاد الإسلامي الكردستاني                | 9                                          | 0       | –      |         |
|                                     | التحالف الديمقراطي الوطني الكردستاني       | الحركة الديمقراطية التركمانية              | 4                                          | 0       | –      |         |
|                                     | التحالف الديمقراطي الوطني الكردستاني       | الحزب الشيوعي الكردستاني–العراقي           | 3                                          | 0       | –      |         |
|                                     | التحالف الديمقراطي الوطني الكردستاني       | الحزب الاشتراكي الديمقراطي الكردستاني      | 2                                          | 0       | –      |         |
|                                     | التحالف الديمقراطي الوطني الكردستاني       | الحركة الديمقراطية الآشورية                | 2                                          | 0       | –      |         |
|                                     | التحالف الديمقراطي الوطني الكردستاني       | الجمعية الثقافية الكلدانية                 | 1                                          | 0       | –      |         |
|                                     | التحالف الديمقراطي الوطني الكردستاني       | حزب بيت نهرين الديمقراطي                   | 1                                          | 0       | –      |         |
|                                     | التحالف الديمقراطي الوطني الكردستاني       | الحزب الديمقراطي الكلداني                  | 1                                          | 0       | –      |         |
|                                     | التحالف الديمقراطي الوطني الكردستاني       | حزب حركة المزارعين                         | 1                                          | 0       | –      |         |
|                                     | التحالف الديمقراطي الوطني الكردستاني       | الإتحاد الوطني الديمقراطي الكردستاني       | 1                                          | 0       | –      |         |
|                                     | التحالف الديمقراطي الوطني الكردستاني       | المستقلون                                  | 1                                          | 0       | –      |         |
| الإجمالي                            | الإجمالي                                   | 104                                        |                                            | 0       | –      |         |
|                                     | المجموعة الإسلامية الكردستانية             | المجموعة الإسلامية الكردستانية             | المجموعة الإسلامية الكردستانية             | 0       | –      | 6       |
|                                     | حزب الكردستانيين العمال وحلفاؤهم المستقلون | حزب الكردستانيين العمال وحلفاؤهم المستقلون | حزب الكردستانيين العمال وحلفاؤهم المستقلون | 0       | –      | 1       |
|                                     | حزب العمال الديمقراطي الكردستاني           | حزب العمال الديمقراطي الكردستاني           | حزب العمال الديمقراطي الكردستاني           | 0       | –      | 0       |
|                                     | حركة الشعب الديمقراطي الكردستاني           | حركة الشعب الديمقراطي الكردستاني           | حركة الشعب الديمقراطي الكردستاني           | 0       | –      | 0       |
|                                     | القائمة المستقلة                           | القائمة المستقلة                           | القائمة المستقلة                           | 0       | –      | 0       |
|                                     | المجموعة الجمهورية العراقية                | المجموعة الجمهورية العراقية                | المجموعة الجمهورية العراقية                | 0       | –      | 0       |
|                                     | حزب الحل الديمقراطي الكردستاني             | حزب الحل الديمقراطي الكردستاني             | حزب الحل الديمقراطي الكردستاني             | 0       | –      | 0       |
|                                     | الجبهة الوطنية العراقية                    | الجبهة الوطنية العراقية                    | الجبهة الوطنية العراقية                    | 0       | –      | 0       |
|                                     | الحركة الديمقراطية الكردستانية             | الحركة الديمقراطية الكردستانية             | الحركة الديمقراطية الكردستانية             | 0       | –      | 0       |
|                                     | الحزب المحافظ الكردستاني                   | الحزب المحافظ الكردستاني                   | الحزب المحافظ الكردستاني                   | 0       | –      | 0       |
|                                     | حزب الأخوة الوطنية العراقي                 | حزب الأخوة الوطنية العراقي                 | حزب الأخوة الوطنية العراقي                 | 0       | –      | 0       |
|                                     | الحركة الوطنية الكردستانية                 | الحركة الوطنية الكردستانية                 | الحركة الوطنية الكردستانية                 | 0       | –      | 0       |
| المجموع                             | المجموع                                    | المجموع                                    | المجموع                                    |         |        | 111     |
|                                     |                                            |                                            |                                            |         |        |         |
| الأصوات الصحيحة                     | الأصوات الصحيحة                            | الأصوات الصحيحة                            | الأصوات الصحيحة                            | 0       | –      |         |
| الأصوات الباطلة والفارغة            | الأصوات الباطلة والفارغة                   | الأصوات الباطلة والفارغة                   | الأصوات الباطلة والفارغة                   | 0       | –      |         |
| مجموع الأصوات                       | مجموع الأصوات                              | مجموع الأصوات                              | مجموع الأصوات                              | 0       | 100.00 |         |
| المصدر: eKurd, برلمان إقليم كردستان |                                            |                                            |                                            |         |        |         |